# Else Czulik
Else Czulik (* 4. Oktober 1898 in Brünn; † 13. März 1977 in München) war Gebrauchsgrafikerin und Reklamezeichnerin.

## Leben
Else Czulik wurde in der damals österreichischen, mährischen Stadt Brünn, im heutigen Tschechien, geboren und wuchs auch dort auf. Sie war Tochter von Sofia (1872–1943) und des k.u.k. Offiziers und späteren Generalmajors Alois Czulik (1868–1948). Fälschlicherweise ist sie auch unter dem Namen Else von Czulik-Thurgau bekannt. Bei dem Namen Thurgau handelt es sich vermutlich um einen Übertragungsfehler. Czuliks Vater wurde 1918 nach einer Schlacht in den Adelsstand, mit dem Prädikat Thurya, nach dem galizischen Ort Turya, erhoben. 1919 wurde in Österreich der Adel abgeschafft, weshalb die Familie Czulik nur ein Jahr lang den Titel Czulik-Thurya trug. Zeitweise nannte sie sich auch Else von Czulik oder Elise.
Sie absolvierte die Volks- und Bürgerschule und anschließend ein Mädchengymnasium im schlesischen Teschen (Cieszyn in Polen). Da ihr als Frau verwehrt wurde, die Akademie der bildenden Künste zu besuchen, ging sie 1914 nach Wien, wo sie die Kunstschule für Frauen und Mädchen besuchte, die später Frauenakademie genannt wurde und heute als Modeschule Hetzendorf bekannt ist. Einer ihrer Lehrer war der Maler Max Kurzweil. Neben der Ausbildung an der Kunstschule für Frauen und Mädchen besuchte sie, zusammen mit Rudolf Wacker und Robin Christian Andersen, die private Malschule von Gustav Bauer. Ab 1920 war sie als Gebrauchsgrafikerin und Reklamezeichnerin tätig. Sie selbst gab das Jahr 1922 als Beginn ihrer beruflichen Laufbahn an. Im Jahr 1953 ging Else Czulik nach München und blieb dort bis zu ihrem Tod 1977.

## Berufliche Laufbahn
Ihre erste noch erhaltene Arbeit, ein Plakat für die Kino Messe in Wien, stammt aus dem Jahr 1921. 1923 produzierte sie eine Vielzahl an Affichen für die Filme der Firma Sascha-Film: Rumpelstilzchen, Der Kampf um Lady Jocelyn, David das Muttersöhnchen und Die Lawine. Der Stil dieser Plakate zeichnet sich durch einen betonten figurativen Realismus aus. In jeder Zeit hatten Ernst Deutsch-Dryden oder Theo Matejko einen ähnlichen Stil.
Zwischen 1925 und 1927 arbeitete Else Czulik neben Margit Doppler, Anton Ziegler, Rudolf Bayerl, Robert Schmidt und Rudolf Kerschbaum für Georg Pollak. Das Wiener Atelier Pollak entwarf Plakate für die österreichische Filmindustrie und wurde schnell zu einer der bekanntesten Entwurfsstätten für Filmplakate. In dieser Zeit produzierte Else Czulik eine Vielzahl an Plakaten, beispielsweise für die Filme Das Lamm der Armen (1920), Judith (1924), Der Rosenkavalier (1926) und Die weiße Zigeunerin (1926). Während dieser Zeit entwickelte sie eine freie Formsprache. Ihre Arbeiten wurden zunehmend abstrahierter und damit auch plakativer.
Nach diesen zwei Jahren im Atelier Pollak machte sich Else Czulik selbstständig und entwarf weiterhin sowohl Filmplakate, wie zum Beispiel für den Film Ernte (1936), als auch Plakate im Bereich der Produktwerbung, beispielsweise für die Firmen Anker, Hornyphon und Titze Kaffee und für die Kosmetik- und Bekleidungsindustrie. Einer dieser Aufträge war ein Werbeplakat Fruchts Schwanenweiß gegen Sommersprossen (1936). Neben ihrer Selbstständigkeit war sie von 1929 bis 1936 auch für das Atelier von Hans Neumann tätig, das für seine naturalistischen Plakate bekannt war.
Neben ihren Aufenthalten in Wien in der Wohnung ihrer Eltern im 8. Wiener Gemeindebezirk verbrachte Else Czulik von Mai 1937 bis April 1941 viel Zeit in Leipzig. Da man im nationalsozialistischen Deutschland als Grafiker nur als Mitglied der Reichskammer der bildenden Künste tätig sein konnte, beantragte sie am 10. Juni 1937 die Aufnahme, der am 21. Oktober 1937 stattgegeben wurde. 1940 entwarf sie auch ein Plakat für den antisemitischen Propagandafilm Die Rothschilds 1940. Zurück in Wien wurde Czulik im August 1945 Mitglied der Berufsvereinigung der bildenden Künstler Wien. Dort gab sie „Malerin“ als ihre Berufsbezeichnung an und vermerkte auch, dass sie kein Mitglied der NSDAP sei.
Gemeinsam mit Robert Kloss, einem akademisch ausgebildeten Maler, gründete Else Czulik im Jahre 1945 ihr eigenes Atelier Czulik und Kloss, das zunächst am Wiener Graben und später in der Josefstädterstraße seinen Sitz hatte. In jener Zeit verlagerte sich der Schwerpunkt auf die Kosmetik- und Bekleidungsindustrie. Unternehmen wie Benger Badeanzüge, Elida, Cutex und Nivea beauftragten das Atelier Czulik und Kloss.
1951 erhielt die Grafikerin eine Auszeichnung in der Plakatwertung des 4. Quartals der Stadt Wien für ihr Plakat ... alles von Benger, das sie für die Trikotwarenfabrik Wilhelm Benger Söhne entworfen hatte. Auch die Fachzeitschrift Werbung zeichnete 1950 drei Arbeiten von Czulik als beste Plakate des Jahres aus. Es waren die Plakate Elida Shampoo, Radion, Mammi… und Cutex Lippenstift. Czulik etablierte sich in Wien als gefragte Grafikerin und erhielt zahlreiche Aufträge. Sie war bekannt für ihre figuralen und naturalistischen Plakate, die sich durch eine klare Linienführung von anderen Grafikern ihrer Zeit unterschieden. Besonders bekannt war sie für ihre Zeichnungen von Frauen. Es hieß, Czulik habe, im Gegensatz zu anderen Grafikern dieser Zeit, Frauen auf eine nicht sexualisierte Weise darstellen können. Wenn es darum ging Frauen abzubilden, wurden Auftraggeber wie beispielsweise die Firma Benger auf Else Czulik aufmerksam. Weitere Künstler, die zur gleichen Zeit wie sie in Wien aktiv waren und einen ähnlich naturalistischen Stil verfolgten, waren Paul Aigner, Johnny Parth und Gerhard Brause. Diese verfolgten aber eine eher sexualisiertere Darstellung. Diese vier Künstler erhielten die bedeutendsten Aufträge jener Ära, während kleinere Projekte, die zeitlich nicht mehr bewältigt werden konnten, an andere Grafikern weitergegeben wurden.
Else Czulik arbeitete hauptsächlich mit Pastellkreiden, einem Malmittel, das auch von Paul Aigner und Johnny Parth verwendet wurde. Sie benutzte kein Fixativ, obwohl dies die Gefahr barg, dass die Farbe mit der Hand verwischt werden konnte. Die Grafikerin war der Meinung, dass ein Fixativ die Farben zu stark veränderte und einen härteren Look erzeugte, wodurch die Weichheit der Zeichnung verloren ging. Als 1950 Robert Kloss verstarb, führte Czulik das Atelier allein unter dem Namen Atelier Czulik weiter. In dieser Zeit kamen neue Aufträge beispielsweise von Frika, Wispo und Knorr hinzu. Sie hielt dennoch an den bisherigen Auftraggebern fest. Zu dieser Zeit begann sie auch Illustrationen für Kinderbücher zu entwerfen. Es entstanden zahlreiche Bücher, wie beispielsweise Alle Tage Gloria, Ein Kind lebt in die Welt hinein und Wenn ich ein Zugvogel wär.

## Werke
| Titel                                                    | Jahr      | Ersteller*innen                  | Ort     | Medientyp     | Höhe (cm) | Breite (cm) |
| -------------------------------------------------------- | --------- | -------------------------------- | ------- | ------------- | --------- | ----------- |
| Das Lamm der Armen                                       | 1920–1929 | Else Czulik                      | Wien    | Bild/Ephemera | 126       | 95          |
| Brewster’s Millions (?)                                  | 1920–1929 | Else Czulik                      | Wien    | Bild/Ephemera | 125       | 95          |
| Kinomesse. Vergnügungspark                               | 1921      | Else Czulik                      | Wien    | Bild/Ephemera | 125,5     | 95          |
| Die Lawine                                               | 1923      | Else Czulik, Michael Varkonyi    | Wien    | Bild/Ephemera | 126       | 95          |
| David, das Muttersöhnchen                                | 1923      | Else Czulik, Richard Barthelmess | Wien    | Bild/Ephemera | 187       | 95          |
| Der Kampf um Lady Jocelyn                                | 1923      | Else Czulik, Bert Lytell         | Wien    | Bild/Ephemera | 126       | 95          |
| Rumpelstilzchen                                          | 1923      | Else Czulik                      | Wien    | Bild/Ephemera | 126       | 95          |
| Judith                                                   | 1924      | Else Czulik                      | Wien    | Bild/Ephemera | 126       | 95          |
| Frauen, die nicht lieben dürfen                          | 1925      | Else Czulik                      | Wien    | Bild/Ephemera | 125       | 93          |
| Die weiße Zigeunerin                                     | 1926      | Else Czulik                      | Wien    | Bild/Ephemera | 117       | 87          |
| Der Rosenkavalier                                        | 1926      | Else Czulik                      | Wien    | Bild/Ephemera | 185       | 126         |
| Dr. Sutter’s Florigant Erzeugnisse                       | 1930      | Else Czulik                      | Graz    | Bild/Ephemera | n.v.      | n.v.        |
| Anker Semmelbrösel                                       | 1936      | Else Czulik                      | Wien    | Bild/Ephemera | 184       | 118,5       |
| Frei von Sommersprossen durch Frucht’s Schwanenweiss     | 1936      | Else Czulik                      | Leipzig | Bild/Ephemera | 86        | 61          |
| Ernte                                                    | 1936      | Else Czulik                      | Wien    | Bild/Ephemera | 188       | 123         |
| Gesichert. Landes-Hypothekenanstalt für Niederösterreich | 1937      | Else Czulik                      | Wien    | Bild/Ephemera | 94        | 61          |
| Wie 3 – Kalodont Zahncreme – Mundwasser                  | 1945      | Else Czulik, Robert Kloss        | Wien    | Bild/Grafik   | 53        | 39          |
| Der Schönheit wegen mit Protus sich pflegen              | 1948      | Else Czulik                      | Wien    | Bild/Ephemera | 84        | 59          |
| Baronesse Christl – Nagelemail                           | 1948      | Else Czulik                      | Wien    | Bild/Ephemera | 34        | 37          |
| Dianabad – Damenfrisiersalon und Schönheitspflege        | 1948      | Else Czulik, Robert Kloss        | Wien    | Bild/Ephemera | 83        | 59          |
| Elida – Kamilloflor – Brunetaflor                        | 1948–1950 | Else Czulik, Robert Kloss        | Wien    | Bild/Ephemera | 171       | 122         |
| Wieder schlanker durch Frika Entfettungsdragées          | 1950      | Else Czulik, Robert Kloss        | Wien    | Bild/Ephemera | 84        | 59          |
| Kosmetische Präparate – Baronesse Christl                | 1950      | Else Czulik                      | Wien    | Bild/Ephemera | 83        | 58,5        |
| Mammi ich bin nicht schön – Radion wäscht – weiß         | 1950      | Else Czulik, Robert Kloss        | Wien    | Bild/Ephemera | 248       | 119         |
| Österreich (Frau mit Blumensträusschen)                  | 1952      | Else Czulik                      | Wien    | Bild/Ephemera | 84        | 59          |
| Alles von Benger                                         | 1953      | Else Czulik                      | Wien    | Bild/Ephemera | 84,5      | 59,5        |
| Hornyphon. Wiener Frauen – Wiener Musik                  | 1981      | Else Czulik                      | Wien    | Bild/Ephemera | 118       | 83,5        |